# كلاس دي بوير
كلاس دي بوير (بالإنجليزية: Klaas de Boer)‏ هو مدرب كرة قدم ولاعب كرة قدم أمريكي، ولد في 6 يناير 1942. لعب مع كليفلاند كوبراز ‏.